# Rodocrosita

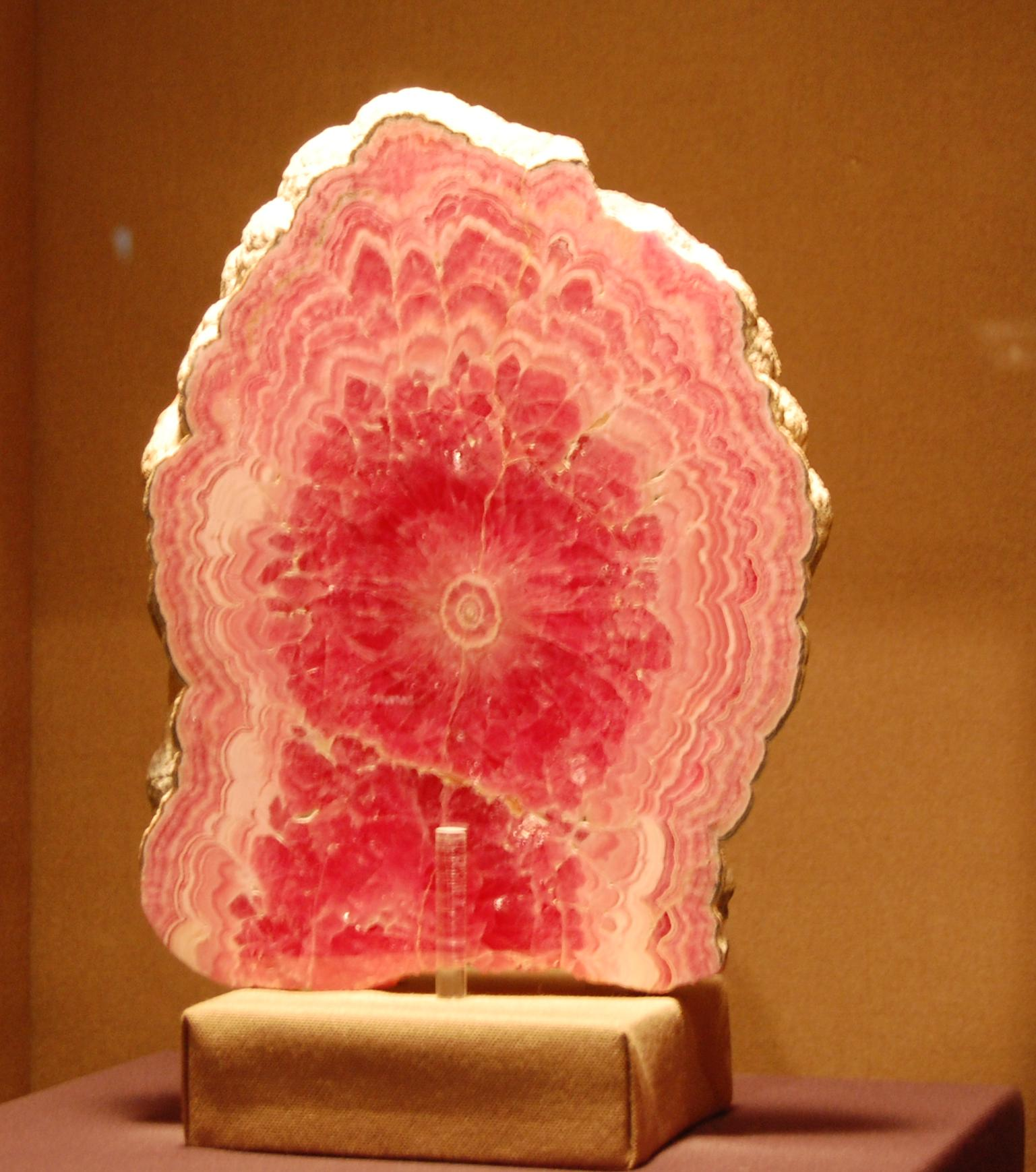
Ejemplar de rodocrosita extraída de Minas Capillitas (Catamarca) en el Museo de La Plata, Argentina.

La rodocrosita es un mineral poco abundante del grupo V (carbonatos), según la clasificación de Strunz. Es un carbonato de manganeso (II) (MnCO3). En su forma pura, tiene un característico color rosa rojizo, si bien es poco frecuente encontrarlo así. En función de las impurezas, la tonalidad de este mineral puede variar desde el rosa hasta el marrón claro. Se forma en depósitos de manganeso alterados y en filones hidrotermales.
Las formas cristalizadas, poco frecuentes, son romboedros obtusos cuyo ángulo suele ser de 107° 20' con doble refracción; a veces sus caras son curvas presentando forma lenticular muy marcada. Debe su nombre a su característico color (del griego ῥόδον, ródon, 'color rosa').
Conocido desde finales del siglo XVIII por las primeras descripciones hechas por Cronstedt, Bergmann y Kirwan como «manganeso oxidado por el ácido del aire», fue descrito por René Just Haüy en 1806 bajo el término «manganeso oxidado carbonatado», pero  la descripción de Johann Friedrich Ludwig Hausmann de 1813  es la referencia. Su nombre proviene del griego ρόδον (rhodon, 'rosa') y χρώσις (Chros (es), 'color'), por su característico color.

## Ambiente de formación

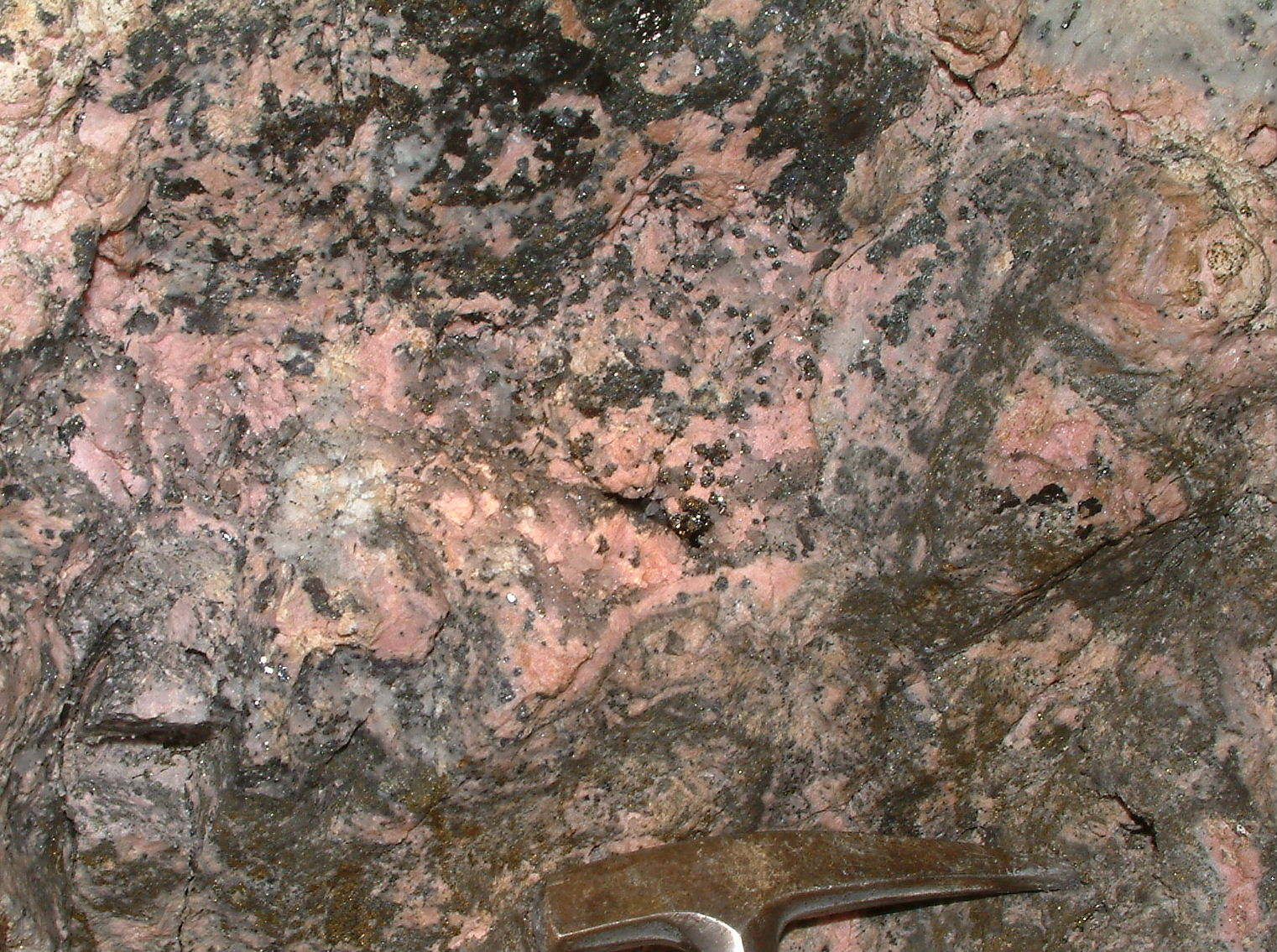
Masas de rodocrosita in situ (mina Huarón, Perú)

Se encuentra en filones metalíferos hidrotermales de temperatura media, asociada con sulfuros de cobre, plata y plomo, y también junto a otros minerales de manganeso.

## Usos del mineral
En masas importantes es un mineral industrial para el aprovechamiento del manganeso, principalmente en la industria del acero. Una vez pulido, se lo utiliza para la construcción de objetos decorativos. Lapidándola, se la emplea como piedra semi-preciosa. Presenta también un gran interés científico y coleccionista.
En Argentina, donde se conoce como «rosa del inca», es considerada como piedra nacional.
Se encuentran yacimientos importantes en varias partes del mundo:
- Alemania: Montañas Harz
- Argentina: Catamarca, Buenos Aires, Jujuy, Tierra del Fuego y en Vaca Muerta
- Canadá: Monte Saint-Hilaire, Quebec
- EE. UU.: Sweet Home, Alma, Park County y el túnel América, Silverton, Colorado; Butte, Montana, Las minas de Franklin, Nueva Jersey, Mina Humboldt, Condado de Cochise, Arizona y varios lugares de California
- Inglaterra: Cornualles
- Kazajistán: Kara Oba y raka babo
- México: Santa Eulalia y Magdalena
- Namibia: Tsumeb, Otavi
- Perú: Mina Huaron y varias minas de Ancash
- Rumania: Sacrimb, Transilvania
- Sudáfrica: Mina N'Chwanging, Hotazel
- Bolivia:mina «El Desierto»,

y otros.
En cada uno parece darse una característica distinta en el material de extracción, como son la bandeada y estalactitas en Catamarca, Argentina, cristales de calidad facetable en Sudáfrica, Montana y Colorado. En bolivia Azufre cristalizado,